# Zeta (provincia)
La provincia real de Zeta fue una región de la Serbia medieval (tanto del principado, como del reino y el imperio) regida por la dinastía Nemanjić, que existió desde finales del siglo XII hasta mediados del XIV. El gobierno del territorio lo ostentaron a menudo miembros de la familia real, que la administraban en calidad de tierras de la Corona.

## Nombre
Zeta, en tiempos de Mihailo I, era una župa de Doclea denominada župa de Luška. Desde finales del sigloXI, este nombre se empleó también para referirse a toda Doclea; aparece por primera vez en el manual militar de Kekaumenos de la década de 1080. El término «Zeta» sustituyó gradualmente al de Doclea como nombre de la región.

## Historia
El príncipe serbio Desa Urošević conquistó Doclea y Travunia en 1148, tierras que aparecían conjuntamente como litoral (Primorje) en su título de «príncipe de Primorje». Gobernó Serbia conjuntamente con su hermano Uroš II Prvoslav de 1149 a 1153, y luego en solitario hasta 1162.
En 1190, el gran Župan de Rascia e hijo de Esteban Nemanja, Vukan II, se adueñó de Zeta. En 1219, Đorđe Nemanjić sucedió a Vukan. A este le sucedió a su vez su segundogénito, Uroš I, que construyó el monasterio Uspenje Bogorodice en Morača.
Entre 1276 y 1309, la región la gobernó la reina Helena, viuda del rey serbio Uroš I. Restauró unos cincuenta monasterios de la región, entre los que destacan los de San Srđ y Vaj, junto al río Bojana. De 1309 a 1321, Zeta la gobernaron de consuno ella y el primogénito del rey Milutin, el joven rey Esteban Uroš III Dečanski. De igual manera, de 1321 a 1331, el joven hijo de Esteban Esteban Dušan Uroš IV Nemanjić, futuro rey de Serbia y emperador, compartió el gobierno del territorio con su padre.

### Reinado de Esteban Dušan
Esteban Dušan el Poderoso fue coronado emperador en 1331 y gobernó hasta su muerte en 1355. Žarko gobernó la Zeta Inferior: aparece mencionado en documentos de 1356, cuando asaltó a algunos comerciantes de Ragusa no lejos de Sveti Srđ, junto al lago de Escútari. La Zeta propiamente dicha estaba en manos de la viuda de Dušan, Helena, que por entonces residía en Serres, donde tenía su corte. En junio del año siguiente, Žarko se hizo ciudadano de la República de Venecia, donde se le conocía como «señor barón del rey serbio, con tierras en la región de Zeta y junto al Bojana del litoral».
Đuraš Ilijić fue «cabeza» (kefalija, del cargo griego kephale) de Zeta Superior hasta su asesinato en 1362. Lo mataron los hijos de un tal Balša, señor de un pueblo en tiempos de Dušan.

## Consecuencias
Después de Dušan, su hijo Uroš el Débil reinó en Serbia durante la disgregación del Imperio serbio; la descentralización por la cual los señores de las provincias gobernaron primero autónoma y luego independientemente comportó finalmente la desintegración del imperio. La familia valaca de los Balšići se apoderó de la región en 1360-1362, tras vencer a los señores de la Zeta Superior e Inferior. En las décadas que siguieron, descolló en la política balcánica.
El territorio volvió a la Corona serbia en 1421, cuando Balša III abdicó y entregó el gobierno de la región a su tío, el déspota Esteban Lazarević.